# Miedź Legnica
Miedź Legnica (offiziell Miejski Klub Sportowy Miedź Legnica SA) ist ein polnischer Sportverein aus der polnischen Stadt Legnica, Woiwodschaft Niederschlesien. Das Gründungsdatum ist der 28. Juli 1971. Im Verein werden mehrere Sportarten angeboten, erfolgreich sind vor allem Fußball und Handball.

## Fußball
Die Teamfarben sind Blau, Rot und Grün. In der Saison 1991/92 konnte die Mannschaft den polnischen Fußballpokal gewinnen. Allerdings schied man knapp im Europapokal der Pokalsieger in der 1. Runde gegen den AS Monaco (0:1 und 0:0) aus.
In der Saison 2017/18 gelang dem Verein erstmals der Aufstieg in die Ekstraklasa 2018/19, die höchste polnische Spielklasse. Nach nur einer Saison stieg die Mannschaft direkt wieder in die zweitklassige 1. Liga ab. Zur Saison 2022/23 gelang die Rückkehr in die polnische Eliteliga, aus der man jedoch erneut umgehend wieder abstieg.
Ihre Heimspiele trägt die Mannschaft im Stadion im. Orła Białego aus. Es bietet 6156 Plätze.

### Vereinserfolge
- Polnischer Pokalsieger: 1991/92
- Meister der 1. Liga: 2017/18

### Bekannte ehemalige Spieler
- Artjom Artjunin – 59 Spiele / 14 Tore für Estland
- Keon Daniel – 6 Spiele / 0 Tore für Trinidad und Tobago
- Enkeleid Dobi – 6 Spiele / 1 Tor für Albanien
- Jarosław Gierejkiewicz – 1 Spiel / 0 Tore für Polen
- Alfred Kokot – 1 Spiel / 1 Tor für Polen
- Romuald Kujawa – 1 Spiel / 0 Tore für Polen
- Tadas Labukas – 18 Spiele / 0 Tore für Litauen
- Kevin Pierre Lafrance 31 Spiele / 4 Tore für Haiti
- Gilbert Prilasnig – 16 Spiele / 0 Tore für Österreich
- Marcin Robak – 9 Spiele / 1 Tor für Polen
- Valērijs Šabala – 39 Spiele / 13 Tore für Lettland
- Bartosz Ślusarski – 2 Spiele / 0 Tore für Polen
- Michał Stasiak – 3 Spiele / 0 Tore für Polen
- Igor Subbotin – 5 Spiele / 0 Tore für Estland
- Piotr Wozniacki – Vater des ehemaligen dänischen Fußballers Patrik Wozniacki und der dänischen Tennisspielerin Caroline Wozniacki

### Aktueller Kader 2025/26
- Stand: 31. Juli 2025[1]

| Nr. |                         | Position | Name               |
| --- | ----------------------- | -------- | ------------------ |
| 1   | Ukraine                 | TW       | Dmytro Sydorenko   |
| 2   | Polen                   | AB       | Kamil Kościelny    |
| 3   | Polen                   | AB       | Mateusz Grudziński |
| 5   | Bosnien und Herzegowina | AB       | Adnan Kovačević    |
| 6   | Polen                   | ST       | Jacek Podgorski    |
| 8   | Polen                   | MF       | Jakub Serafin      |
| 9   | Schweden                | ST       | Gustav Engvall     |
| 10  | Kroatien                | MF       | Benedik Mioč       |
| 13  | Polen                   | ST       | Miłos Stępnik      |
| 14  | Polen                   | MF       | Kamil Drygas       |
| 17  | Polen                   | ST       | Igor Maliszewski   |
| 18  | Spanien                 | ST       | Asier Córdoba      |
| 19  | Bosnien und Herzegowina | AB       | Amar Drina         |
| 21  | Polen                   | ST       | Daniel Stanclik    |
| 26  | Deutschland             | AB       | Florian Hartherz   |
| 27  | Polen                   | MF       | Juliusz Letniowski |
| 28  | Senegal                 | AB       | Babacar Diallo     |
| 29  | Polen                   | ST       | Sebastian Herbut   |

| Nr. |             | Position | Name               |
| --- | ----------- | -------- | ------------------ |
| 30  | Polen       | AB       | Kacper Józefiak    |
| 33  | Polen       | TW       | Franciszek Chojak  |
| 44  | Polen       | TW       | Jakub Wrąbel       |
| 49  | Polen       | ST       | Oliwier Szymoniak  |
| 63  | Polen       | ST       | Wojciech Hajda     |
| 69  | Polen       | AB       | Wojciech Rezacz    |
| 70  | Polen       | MF       | Jakub Kaczemba     |
| 73  | Polen       | ST       | Mateusz Bochnak    |
| 78  | Ukraine     | TW       | Vitaliy Dyachenko  |
| 88  | Polen       | AB       | Szymon Pączek      |
| 95  | Deutschland | ST       | Marcel Mansfeld    |
| 98  | Polen       | ST       | Kamil Antonik      |
| 99  | Polen       | ST       | Bartosz Kwiecień   |
|     | Polen       | MF       | Mateusz Ciapa      |
|     | Polen       | ST       | Kacper Chmielewski |
|     | Polen       | ST       | Michał Kaczmar     |
|     | Polen       | ST       | Daniel Klich       |

## Handball
Der Handballverein spielt unter dem Namen Siódemka Miedź Legnica. Die Herrenmannschaft zwischen 2004 und 2013 mehrere Spielzeiten lang in der höchsten Spielklasse Polens, der PGNiG Superliga Mężczyzn, vertreten. In der Saison 2018/19 spielt sie in der PGNiG 1. liga.